# Eddie Edwards (Wrestler)
Eddie Edwards (* 30. Dezember 1983 in Boston, Massachusetts) ist ein US-amerikanischer Wrestler. Er tritt derzeit regelmäßig bei TNA und anderen Independent Promotions auf. Sein bisher größter Erfolg war der Erhalt der TNA World Championship.

## Karriere
Edwards wurde von Killer Kowalski trainiert. 2002 debütierte Edwards bei New England Championship Wrestling. Es folgten Verpflichtungen bei verschiedenen Independent Promotions (z. B. New England Championship Wrestling, Top Rope Promotions oder Wrestling Marvelous Future). Seinen ersten Titel, den NECW Unified Tag Team Titel, gewann Edwards zusammen mit DC Dillinger bei New England Championship Wrestling. Bis ins Jahr 2005 gewann er den NECW Unified Tag Team Titel drei Mal. Im August 2005 trat er bei Pro Wrestling NOAH auf. In Deutschland stieg er bei Westside Xtreme Wrestling in den Ring.
Im Dezember 2006 trat er das erste Mal bei Ring of Honor (kurz ROH) auf. 2008 schloss sich Edwards Larry Sweeney und dessen Stable Sweet 'n' Sour Inc. (bestehend aus Chris Hero, Davey Richards, Adam Pearce, Sara Del Rey, Tank Toland, Shane Hagadorn, Bobby Dempsey, Go Shiozaki und Matt Sydal) an. Sweeney verkündete, er wolle nun ROH übernehmen. Zusammen fehdeten sie gegen Brent Albright, Roderick Strong, Erick Stevens, Ace Steel und Jay Briscoe. Diese Fehde endete am 31. Januar 2009 bei „ROH Caged Collision“ in einem Steel-Cage-Match, welches Edwards und seine Verbündeten verloren. Seit 2009 bildet Edwards mit Davey Richards das Tag Team American Wolves. Am 10. April 2009 gewann Edwards mit Davey Richards die ROH World Tag Team Championship. Am 19. Dezember 2009 gaben sie die Titel an Jay Briscoe und Mark Briscoe ab. Am 5. März 2010 gewann Edwards die vakante ROH World Television Championship. Im Dezember 2010 gab er den Titel an Christopher Daniels ab. Am 19. März 2011 gewann Edwards die ROH World Championship von Roderick Strong. Den Titel gab er am 26. Juni 2011 an Davey Richards ab.

## Erfolge

### Titel
- Ring of Honor

- 1× ROH World Champion

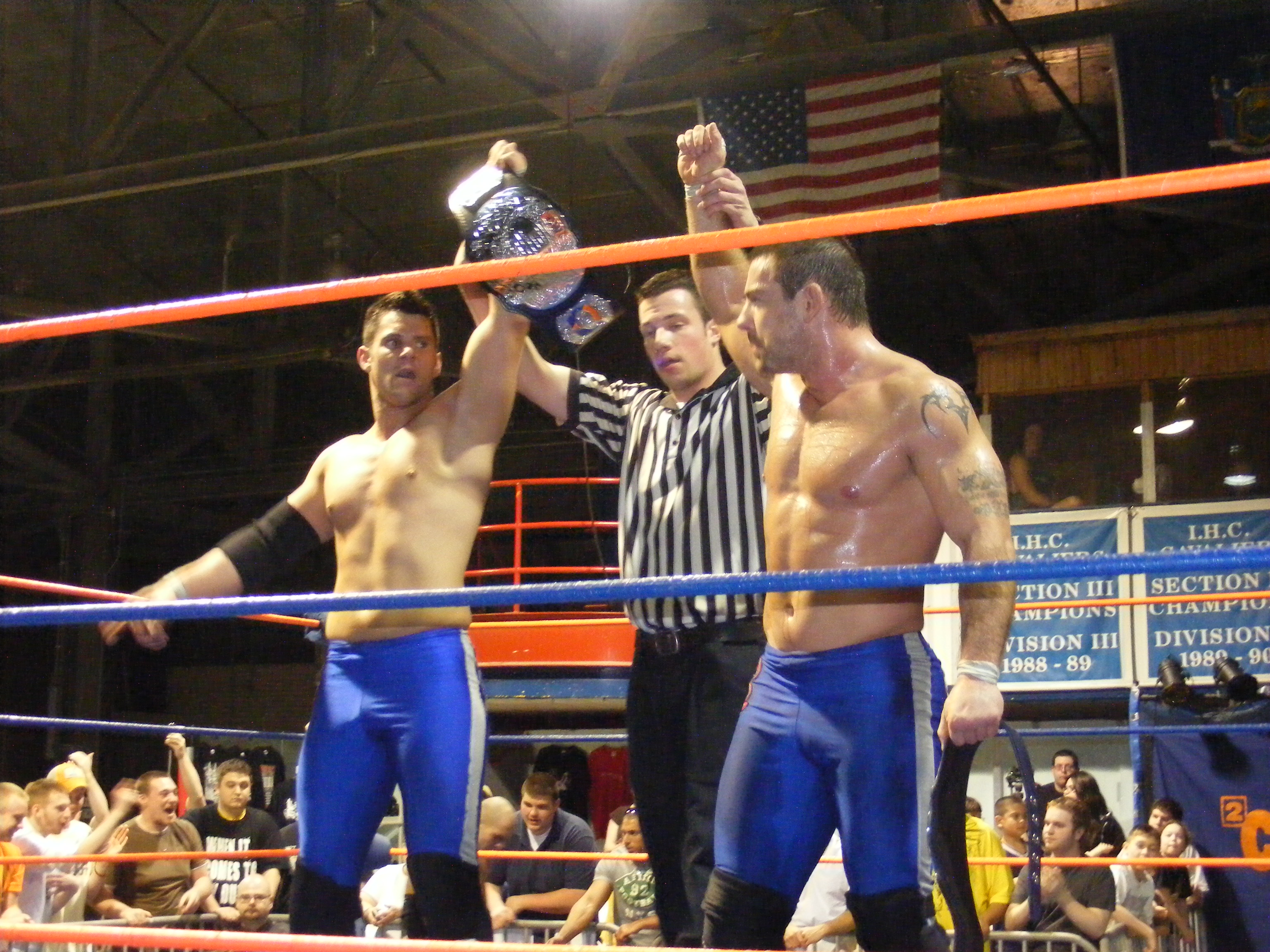
Edwards (li.) und Davey Richards (re.)

- 1× ROH World Tag Team Champion mit Davey Richards
- 1× ROH World Television Champion

- Top Rope Promotions

- 1× TRP Heavyweight Champion

- Squared Circle Wrestling

- 1× 2CW Tag Team Champion mit Davey Richards

- New England Championship Wrestling

- 4× NECW Tag Team Champion mit DC Dillinger

- Total Nonstop Action Wrestling

- 5× TNA World Tag Team Championship mit Davey Richards
- 1× TNA X Division Championship

- 2× Impact World Championship

### Auszeichnungen
- Wrestling Observer
  - Tag Team Of The Year (2009) mit Davey Richards